# Ђулијано ди Лече
Ђулијано ди Лече (итал. Giuliano di Lecce) је насеље у Италији у округу Лече, региону Апулија.
Према процени из 2011. у насељу је живело 537 становника. Насеље се налази на надморској висини од 126 м.